# За багаторічну плідну працю в галузі культури
«За багаторічну плідну працю в галузі культури» — почесна відзнака Міністерства культури і туризму України.

## Нагородження
Нагороджуються працівники культури і мистецтв, які мають стаж роботи не менше 15 років, досягли високих трудових і творчих результатів, здійсниливагомий внесок у розвиток культури, дістали високу громадську оцінку.
Повторне нагородження Нагрудним знаком не проводиться.

## Опис
Нагрудний знак має форму рівнораменного грецького хреста з круглим медальйоном у середохресті, де вміщено зображення
атрибутів мистецтва (палітра, ліра, театральна маска), та напис по периметру медальйона «За багаторічну плідну працю в галузі
культури». Міжраменний простір хреста заповнюють промені квадрата, на який накладається медальйон. Нагрудний знак носять на колодці з
синьою муаровою стрічкою.
Знак виготовляється з тампака або мельхіору з використанням позолоти та емалей. Кріпиться за допомогою шпильки на зворотному
боці колодки.

## Розміщення
Почесну відзнаку носять з правого боку грудей і за наявності нагрудних знаків до почесних
звань України розміщуються нижче них.